# Einzahlungsauftrag
Sowohl bei der Deutschen Post der DDR als auch bei der Deutschen Bundespost waren Einzahlungsaufträge Postsendungen, durch die Geldbeträge mit einem Formblatt zur Gutschrift beim kontoführenden Kreditinstitut übermittelt wurden. Die Höhe des Betrages war nicht begrenzt. Die Gebühren entsprachen denen von Postanweisungen.